# Agrilus biguttatus
Agrilus biguttatus é uma espécie de insetos coleópteros polífagos pertencente à família Buprestidae.
A autoridade científica da espécie é Fabricius, tendo sido descrita no ano de 1776.
Trata-se de uma espécie presente no território português.